# Eugnorisma
Eugnorisma är ett släkte av fjärilar som beskrevs av Charles Boursin 1946. Eugnorisma ingår i familjen nattflyn, Noctuidae.

## Dottertaxa tillEugnorisma, i alfabetisk ordning[1][2]
- Eugnorisma arenoflavida Schawerda, 1934
- Eugnorisma asad Boursin, 1963
- Eugnorisma atrabaelbops Varga, 1975
- Eugnorisma caerulea Wagner, 1932
  - Eugnorisma caerulea isabellina Varga & Ronkay, 1987
  - Eugnorisma caerulea kurdistana Hacker, Gross & Kuhna, 1986
- Eugnorisma chaldaica Boisduval, 1840
- Eugnorisma conformis Swinhoe, 1885
- Eugnorisma coryphaea Püngeler, 1899
- Eugnorisma deleasma Boursin, 1967
  - Eugnorisma deleasma hissarica Varga & Ronkay, 1987
  - Eugnorisma deleasma reducta Boursin, 1967
- Eugnorisma depuncta Linnaeus, 1761, punktjordfly
- Eugnorisma eminens Lederer, 1855
  - Eugnorisma eminens clarior Varga, 1975
- Eugnorisma enargiaris Draudt, 1936
- Eugnorisma eucratides Boursin, 1957
- Eugnorisma fuscisignata Hampson, 1903
- Eugnorisma gaurax Püngeler, 1899
- Eugnorisma gothica Boursin, 1954
- Eugnorisma glareosa Esper, 1788, ljusgrått jordfly
- Eugnorisma heuristica Varga & Ronkay, 1987
- Eugnorisma ignoratum Varga & Ronkay, 1994
- Eugnorisma insignata Lederer, 1853
  - Eugnorisma insignata leuconeura Hampson, 1918
  - Eugnorisma insignata pallescens Christoph, 1893
- Eugnorisma miniago Freyer, [1839]
- Eugnorisma pontica Staudinger, 1891
  - Eugnorisma pontica anis Varga & Ronkay, 1987
  - Eugnorisma pontica deserta Varga & Ronkay, 1987
  - Eugnorisma pontica zaghros Varga & Ronkay, 1987
- Eugnorisma puengeleri Varga & Ronkay, 1987
- Eugnorisma rafidain Boursin, 1936
- Eugnorisma semiramis Boursin, 1940
  - Eugnorisma semiramis farsica Boursin, 1940
- Eugnorisma spodia Püngeler, 1899
  - Eugnorisma spodia psammochrea Varga & Ronkay, 1987
- Eugnorisma tamerlana Hampson, 1903
- Eugnorisma trigonica Alphéraky, 1872
- Eugnorisma variago Staudinger, 1882
  - Eugnorisma variago xanthiago Varga & Ronkay, 1987
- Eugnorisma xestiodes Hampson, 1903

## Bildgalleri

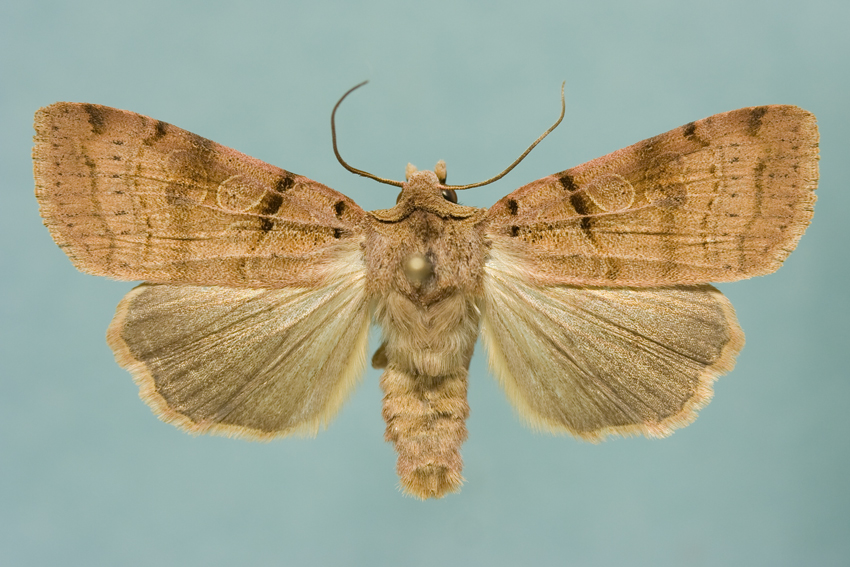
Punktjordfly, Eugnorisma depuncta
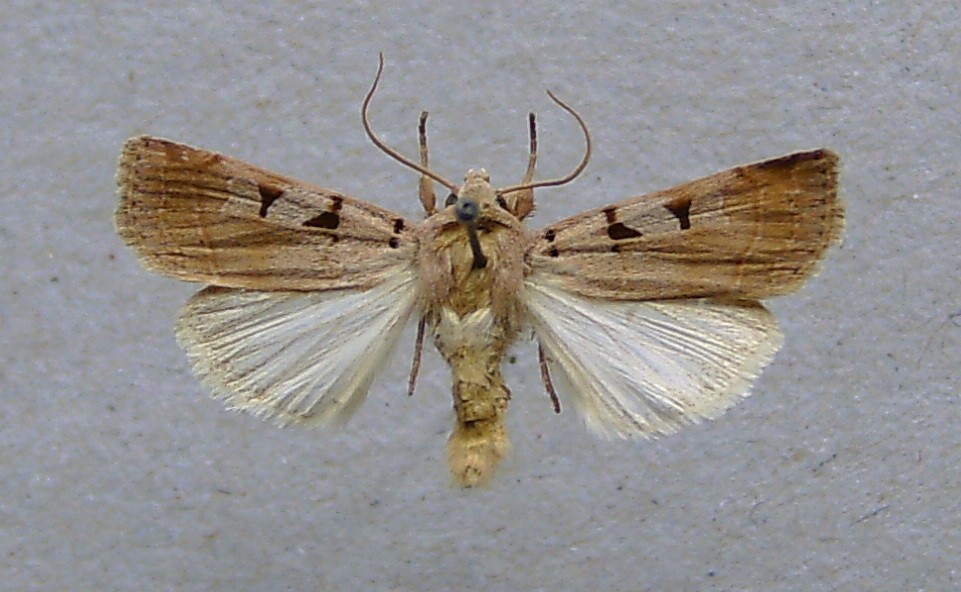
Ljusgrått jordfly, Eugnorisma glareosa